# Мейлішах-хатун
Мейлішах-султан (тур. Meyl-i Şah Hatun, Meleksima / Meylikaya, біля. 1608, ймовірно Сербія — біля. 1631, Стамбул) — наложниця, за іншими даними дружина султана Османа II і мати шехзаде Омера.
Повне ім*я: Devletlu İsmetlu Meyl-i Şah Hatun Aliyyetü'ş-Şân Hazretleri.

## Біографія
Мейлішах народилася приблизно в 1608 році, була сербського походження, ім'я при народженні Маріка. Час і обставини потрапляння Мейлішах в султанський гарем невідомі. 20 жовтня 1621 року вона народила сина Омера. Звістка про народження сина застигла юного султана Османа II під час повернення війська в столицю з Хотинської війни. Осман викликав Мейлішах з сином в Едірне, де було влаштоване грандіозний свято. Потім святкування перемістились в Стамбул, де в січні 1622 року несподівано помер шехзаде Омер. Обставини смерті шехзаде залишаються неясними: так, одні історики припускають, що Омер помер від шоку під час гарматної стрілянини, оскільки під час святкувань проходила імітація битв; історик Хаммер-Пургшталь припускає, що син султана був убитий випадковим пострілом під час свята. Після вбивства Османа II Мейлішах в числі інших наложниць була вислана в Старий палац. Мейлішах померла приблизно в 1631 році і була похована в мечеті Ая-Софія.

## В культурі
- У серіалі «Величне століття: Кесем-Султан» Мейлишах носить ім'я Мелексима; роль виконала актриса Бесте Кьокдемір.